# Sophie van Leer

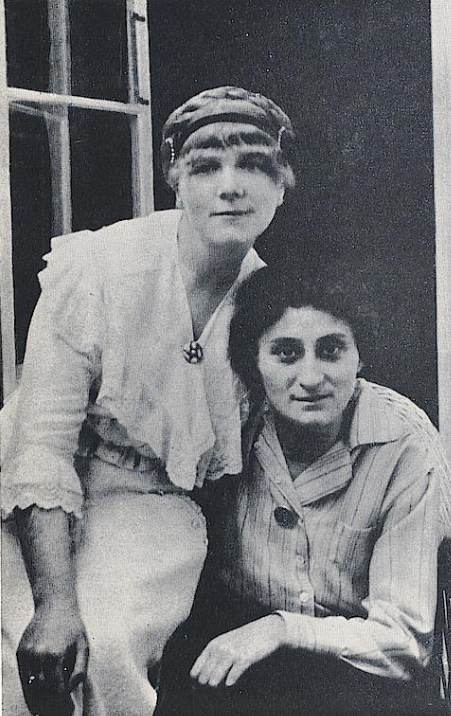
Nell Walden und Sophie van Leer (1916)

Sophie van Leer (nach der Taufe Francisca (Maria) van Leer; * 3. Februar 1892 in Amsterdam; † 3. Juni 1953 ebenda) war eine expressionistische Dichterin und Malermuse, jüdisch-christliche Mystikerin und als zum Katholizismus konvertierte Jüdin Initiatorin der Priesterbewegung Amici Israel.

## Leben

### Herkunft, Kindheit und Jugend
Sophie van Leer war das siebte von acht Kindern des Ehepaares Willem van Leer (1855–1918) und Cato Calkar (1855–1928). Der Vater war ein wenig erfolgreicher Geschäftsmann und Freimaurer mit unorthodoxen Ansichten, der einer Mischung aus jüdisch-christlicher Esoterik und schwärmisch-utopischem Sozialismus anhing, die Mutter dagegen war bodenverhaftet und achtete auf die Befolgung der Gebote und eine Erziehung entsprechend den Überlieferungen des jüdischen Glaubens. Kurz nach Sophies Geburt zog die Familie nach Nijmegen, wo Sophie ihre Kindheit verbrachte. 1904 zog das Ehepaar mit Sophie und der jüngsten Schwester Clara nach Kleve um und 1906 nach Luzern, wo Sophie ab 1910 das Lehrerinnenseminar besuchte.

### Expressionistische Dichterin, Berliner Bohème und Münchner Räterepublik
In Luzern lernte Sophie van Leer, damals 18 Jahre alt, den Maler Fritz Huf kennen. Mit ihm zog sie 1911 nach Frankfurt am Main und lebte mit ihm zusammen, bis sie 1914 den Kunstsammler Franz Werner Kluxen kennenlernte.
1915 zog sie nach Berlin, wo sie sich der Gruppe um Herwarth Walden anschloss. In deren Zeitschrift Der Sturm erschienen in den folgenden Jahren zahlreiche Lyrik- und Prosabeiträge van Leers. In ihren Gedichten stehen Töne, die an das Hohe Lied gemahnen, dicht neben expressionistischem Pathos, mit dem lyrisches Ich und Du sich verbinden:
Meine Lippen sind rote Tulpen

Und mein Nacken ist eine Säule

Die deine lichte, blonde Liebe trägt

Weiße Engelhände

Milden Deine Lider

Lächelnde Kinder

Betten

Dein Antlitz

In Wolken

Meine Liebe rankt

Um Dich

Empor

Ein kreisendes Erdenrund

Du
Auch ihre spätere Wendung zum Christentum kündigt sich bereits lyrisch an:
Ich beichte in düsteren Domen

und küsse,

Gekreuzigter,

Deine Pein

Ich bette

Dein totes Haupt

In meinen weinenden Schoss
1915 lernte sie bei einer Ausstellung den Maler Georg Muche kennen, in den sie sich stürmisch verliebte und mit dem sie sich verlobte. Die Beziehung zerbrach 1918. Gleichzeitig bestand allerdings eine Beziehung zu dem jungen Dichter Wilhelm Runge (1894–1918), der als Soldat an der Westfront kämpfte, und mit dem sie einen ausgedehnten Briefwechsel führte, der 2011 publiziert wurde. Runge fiel am 22. März 1918 in der Gegend von Arras.
Von Berlin aus ging Sophie van Leer Anfang 1919 nach München und unterstützte dort im April als utopisch-anarchistische Künstlerin die Münchner Räterepublik. Als die gegenrevolutionäre  Weiße Armee die Revolution Anfang Mai niederschlug, wurde van Leer gefangen genommen. Man drohte sie hinzurichten. Vor der angekündigten Hinrichtung legte sie das Gelübde ab, zum Katholizismus zu konvertieren, sollte sie am Leben bleiben.

### Hinwendung zum katholischen Glauben
So geschah es. Als der niederländische Franziskaner Laetus Himmelreich (1886–1957) sie am 15. Juni 1919, anderthalb Monate nach ihrer Rettung taufte, nahm sie die Vornamen Francisca Maria an. 1920 schrieb sie in ihr Tagebuch: „Ich bin die Zwillingsschwester von Jesus, Das wusste ich schon, bevor ich getauft wurde. Seit ich Jesus kenne, ist Er mein Bruder. Kein Wunder, dass Gott sich in mich verliebt hat. Denn ich gleiche Seinem Sohn.“
1924 ermöglichte Kardinal Willem van Rossum es Francisca van Leer, nach Palästina zu reisen. Vom November 1924 bis zum Februar 1925 lebte sie im Kibbuz Beit Alfa in Galiläa. Als offenbar wurde, dass sie versuchte, Kibbuzniks zu missionieren, musste sie den Kibbuz verlassen. Nach ihrer Rückkehr versuchte sie, Kardinal Willem van Rossum dafür zu gewinnen, einen Kibbuz für katholische Juden zu gründen.

### Amici Israel
Durch Laetus Himmelreich lernte Francisca van Leer 1925 den niederländischen Kreuzherren Antonius Henricus van Asseldonk (1892–1973), der Bibelwissenschaftler und Historiker war, seit 1920 der Generalprokurator seines Ordens und ein Freund von Kardinal Willem van Rossum. Seit seiner Kindheit in Uden war er durch jüdische Nachbarn mit dem jüdischen Glauben vertraut und schrieb in der Zeitschrift Kruistriomf der Kreuzherren unter dem Pseudonym „Romanus“ über das Judentum. Die Katholiken müssten um die Berufung Israels in der Geschichte wissen, sollten sich den Juden und ehrfürchtig nähern und sie als „Freunde Israels“ für Christus gewinnen, so Anton van Asseldonk. Am 24. Februar 1926 gründeten Francisca van Leer, Laetus Himmelreich und der Kreuzherr Anton van Asseldonk das Opus sacerdotale Amici Israel (Priesterliches Werk der Freunde Israels). Den Amici Israel ging es zum einen um die „Rettung Israels“, also um die Bekehrung von Juden durch das Gebet, Edouard Neut OSB: Jésus, Fils de Dieu et Israëlite. Les „Amis d’Israël“. In: Bulletin des Missions, Jg. 22 (1926), Heft 8, S. 81–85, zum anderen um die Bekämpfung des katholischen Antisemitismus, auch in der Liturgie, und um die tatkräftige Hilfe für Juden und das Judentum, den Zionismus inbegriffen. Francisca van Leer durchreiste die Niederlande und Deutschland und hielt zahlreiche Vorträge über das Anliegen der Amici Israel. Sie bat Kardinal van Rossum zweimal, 1925 und 1928, sich für eine Änderung der Karfreitagsfürbitte für die Juden einzusetzen.:S. 96